# Mario Dorsonville
Mario Eduardo Dorsonville-Rodríguez (ur. 31 października 1960 w Bogocie, zm. 19 stycznia 2024) – kolumbijski duchowny rzymskokatolicki pracujący w Stanach Zjednoczonych, w latach 2015–2023 biskup pomocniczy Waszyngtonu, w latach 2023–2024 biskup diecezjalny Houmy-Thibodaux.

## Życiorys
Święcenia kapłańskie otrzymał 23 listopada 1985 i został inkardynowany do archidiecezji Bogoty. Przez kilkanaście lat był pracownikiem Narodowego Uniwersytetu Kolumbii, pełniąc funkcje kapelana i wykładowcy etyki. Studiował także na Katolickim Uniwersytecie Ameryki w Waszyngtonie. Od 1997 związał się na stałe z tym miastem i dwa lata później uzyskał inkardynację do miejscowej archidiecezji. Przez osiem lat pracował jako wikariusz kilku parafii, a w 2005 został dyrektorem Spanish Catholic Center.
20 marca 2015 papież Franciszek mianował go biskupem pomocniczym diecezji Waszyngtonu oraz biskupem tytularnym Kearney. Sakry udzielił mu 20 kwietnia 2015 kardynał Donald Wuerl.
1 lutego 2023 ten sam papież przeniósł go na urząd biskupa diecezjalnego biskupstwa Houmy-Thibodaux. Urząd objął 29 marca 2023.
Zmarł 19 stycznia 2024.